# Tibhirine
Tibhirine (en berbère : ⵝⵉⴱⵃⵉⵔⵉⵏ ; en arabe : ثبحرين) qui signifie en berbère « les jardins » est un domaine situé en Algérie à Médéa, non loin d'Alger, qui abrita, à partir 1937-1938, l'abbaye Notre-Dame de l'Atlas, fondée par les moines de l'abbaye Notre-Dame d'Aiguebelle, qui en possédèrent douze hectares.

## Le Domaine de Tibhirine

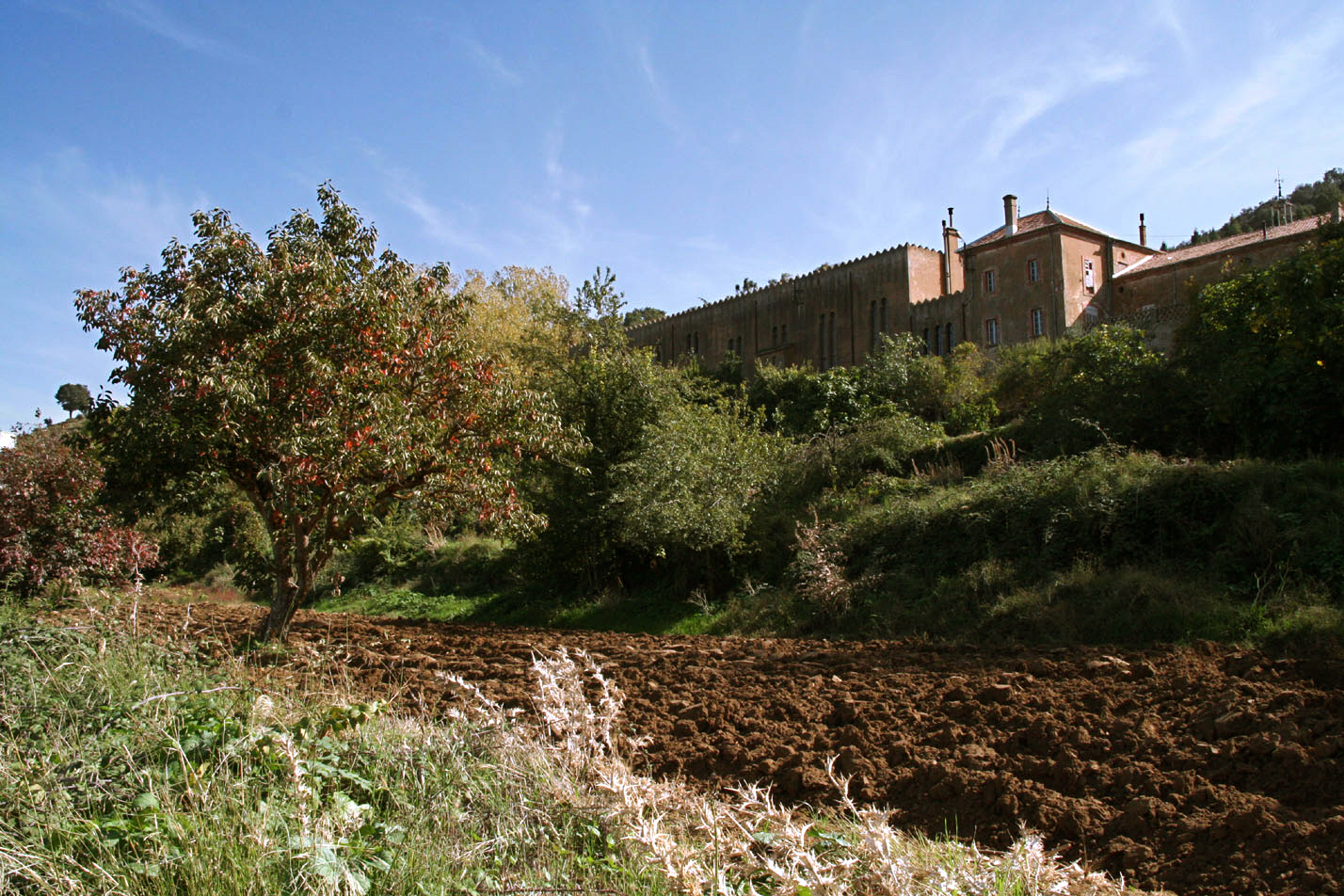
le Monastère de Tibhirine

Il fut fondé par Charles-Pierre Lépiney (1854, Alger), officier d'Académie, officier du Mérite, chef de bureau à la direction générale de l'Agriculture, du Commerce et de la Colonisation, Tunis : 500 hectares de « vignoble, verger, aspergière, prairie, céréales, reboisement » à Médéa non loin d'Alger. Dans la partie dite « Les Jardins » se pratiquait la culture maraîchère.
Voici une petite description de Médéa, en 1909, bien avant l'arrivée des moines d'Aiguebelle :
« La section du Dakla est avec ses 2 826 habitants la plus peuplée de toutes. Les subdivisions sont nombreuses et sa population se partage en cinq tribus ou quartiers qui sont les suivants : Dakla (740 h.), Tibhirine (144 h.), Merdjaehkir (833 h.), R'mali (658 h.), Ras Kallouch (451 h.). La section du Dakla va des portes de la ville jusqu'au sommet du djebel Nador et occupe tout le développement de la montagne. Là, pas un pouce de terrain n'est perdu. Ce sont d'abord des jardins, des coteaux couverts de vignes, des prairies, des arbres fruitiers de toutes espèces. La terre est fertile car elle est facilement irrigable. L'eau abonde et la fontaine de « Ras Kallouch » est très fréquentée des indigènes. Les maisons arabes se sont plantées un peu partout et principalement sur les hauteurs. C'est la région qui fournit le plus d'hommes aptes aux travaux de culture. »
— Léon Cortès, Monographie de la commune de Médéa.

## Les jardins du monastère Notre-Dame de l'Atlas
Les moines exploitèrent ensemble les sept hectares du domaine agricole ; frère Christophe en était l'agriculteur. Le monastère était environné de jardins. Les jardins étaient très accueillants : dans le premier, les moines avaient taillé une table ronde et des sièges dans la roche de la région et dans un autre, une table ronde et trois sièges étaient faits du tronc et des branches d’un eucalyptus. Certains arbres du jardin sont centenaires. Dans la partie la plus à l’est du monastère se trouve une retenue d'eau et des jardins en escalier. Les villageois pouvaient avoir accès aux cultures des moines : les légumes cultivés par Frère Christophe (tomates, courgettes, pommes de terre, fèves, haricots, petits pois, endives, piment, salades et choux-fleurs) sont encore aujourd'hui vendus au marché ainsi que les fruits provenant de 2 500 arbres fruitiers, répartis sur cinq hectares, ainsi que leurs confitures, de quinze variétés différentes : figues, prunes, cerises, kakis, mûres, rhubarbe, etc. Le bénéfice des ventes sert actuellement à l'entretien du monastère et à payer deux ouvriers. Le miel des abeilles, qu'on trouvait en grande abondance, leur servait aussi aux soins des malades.